# Abuta sandwithiana
Espèce
Abuta sandwithiana est une espèce de plantes à fleurs de la famille des Menispermaceae. C'est un arbre.

## Description
C'est un arbre.